# Вольфсон, Юлиуш
Юлиуш Вольфсон (пол. Juliusz Wolfsohn; 7 января 1880 года, Варшава — 12 февраля 1944 года, Нью-Йорк) — австрийский пианист и композитор польско-еврейского происхождения. Племянник лидера сионистского движения Давида Вольфсона.
Учился в Варшавской (у Александра Михаловского) и Московской консерваториях, затем занимался в Париже под руководством Рауля Пюньо и в Вене у Теодора Лешетицкого. С 1906 г. обосновался в Вене на постоянной основе, концертировал (получив особенную известность как исполнитель Фридерика Шопена), преподавал в Венской консерватории и частным образом (среди его учеников, в частности, Лео Сирота и Ираклий Джабадари).
Как композитор Вольфсон занимался, прежде всего, собиранием, освоением и переработкой еврейского музыкального фольклора: важное значение имели, в частности, созданные им «Парафразы староеврейских народных мелодий» (нем. Paraphrasen über altjüdische Volksweisen; три выпуска, 1920—1925), среди других его сочинений — «Еврейская рапсодия» (нем. Jüdische Rhapsodie; 1923), «Еврейская сюита» (нем. Hebräische Suite; 1926), и т. д. В 1928 году Вольфсон выступил одним из соучредителей венского Общества в поддержку еврейской музыки (нем. Verein zur Förderung jüdischer Musik), публиковался как музыкальный критик в еврейских газетах Вены, «Die Stimme» и «Die neue Welt». Для Пауля Витгенштейна Вольфсон осуществил обработку вальса Штрауса «На прекрасном голубом Дунае» для левой руки.
В 1939 г. Вольфсон бежал из Австрии через Нидерланды в США, где продолжил педагогическую деятельность.
Возрождением творческого наследия Вольфсона занят пианист и исследователь Яша Немцов, записавший ряд произведений композитора и опубликовавший о нём несколько материалов.